# Iga, Mie
Iga (伊賀市 Iga-shi) là một thành phố thuộc tỉnh Mie, Nhật Bản.